# الصداع اليومي الجديد المستمر
الصداع اليومي الجديد المستمر (بالإنجليزية: New daily persistent headache)، متلازمة صداع أساسي يمكن أن تحاكي الصداع النصفي المزمن، وصداع التوتر المزمن. يكون الصداع يوميًّا ومتواصلًا بعد ظهوره بوقت وجيز (في غضون 3 أيام على الأكثر)، وعادةً ما يصيب الأشخاص دون تاريخ إصابة باضطراب الصداع الأساسي. يمكن أن يكون الألم متقطعًا ولكنه يستمر لأكثر من 3 أشهر. يبدأ الصداع بشكل مفاجئ وغالبًا ما يتذكر الشخص تاريخ وظروف ووقت ظهور الصداع في بعض الأحيان. ذكرت إحدى الدراسات الرجعية أن أكثر من 80% من المرضى يمكنهم تحديد التاريخ الدقيق لبدء الصداع.
إن سبب الصداع اليومي الجديد المستمر غير معروف، وقد يكون متعدد الأسباب. يرتبط ظهور الصداع اليومي الجديد المستمر بشكل شائع بعدوى أو مرض شبيه بالإنفلونزا، وحادثة حياتية موترة، وصدمات طفيفة على الرأس، وجراحة خارجية في الجمجمة. غالبًا ما تُذكر العدوى أو المرض الشبيه بالإنفلونزا وأحداث الحياة المجهدة. الفيزيولوجيا المرضية للصداع اليومي الجديد المستمر غير مفهومة جيدًا.
يصعب علاج المتلازمة وقد تستمر لسنوات. يتراوح عمر ظهور المرض من 6 إلى أكثر من 70 عامًا، بمتوسط 35 عامًا. وُجد أنه أكثر شيوعًا لدى الإناث في كل من البالغين والأطفال. إن الصداع اليومي الجديد المستمر نادر. وجدت دراسة آكرشوس حول الصداع المزمن، وهي دراسة مقطعية سكانية أجريت على 30 ألف شخص تتراوح أعمارهم بين 30-44 عامًا في النرويج، أن معدل الانتشار لمدة عام واحد بلغ 0.03% بين السكان.
في عام 1986، كان فاناست أول مؤلف يصف الصداع اليومي الجديد المستمر (NDPH) بأنه شكل حميد من الصداع اليومي المزمن (CDH). اقتُرحت معايير تشخيص NDPH في عام 1994 (معايير سيلبرشتاين-ليبتون) ولكنها لم تُضمَّن في التصنيف الدولي لاضطرابات الصداع حتى عام 2004.

## العلامات والأعراض
يمكن أن يتفاوت الصداع تفاوتًا كبيرًا في التظاهر السريري ومدته.
وصفت نوعية الصداع بأنها إحساس كليل و/أو ضاغط، وإحساس خافق و/أو نابض. عادة ما يكون الألم ثنائي الجانب (في 88-93% من الأشخاص المصابين بـ NDPH)، ولكن قد يكون أحادي الجانب، وقد يكون موضعيًا في أي منطقة من الرأس. يمكن أن يتفاوت الألم في شدته ومدته، ويكون يومي، ويستمر لأكثر من 3 أشهر.
قد يصاحب ذلك رهاب الضياء، أو رهاب الضوضاء، أو شعور بالدوار أو غثيان خفيف. أُبلغ عن حالات مراضة مشتركة مع اضطرابات المزاج في مجموعة فرعية من المرضى.
تحدث الأعراض العصبية الذاتية القحفية مع نوبات تفاقم مؤلمة لدى 21% من المرضى، وقد يوجد ألم خيفي لدى 26% من المرضى.
في عام 2002، أجرى لي وروزين دراسة على 56 مريضًا في مركز جيفرسون للصداع في فيلادلفيا ونشرا النتائج التالية:
- %82 من المرضى تمكنوا من تحديد اليوم الذي بدأ فيه الصداع بدقة.
- %30 من المرضى، كان لديهم بدء الصداع مرتبط بعدوى أو مرض شبيه بالإنفلونزا.
- %38 من المرضى لديهم تاريخ شخصي سابق للإصابة بالصداع.
- %29 من المرضى لديهم تاريخ عائلي من الصداع.
- %68 أبلغوا عن حدوث غثيان.
- %66 أبلغوا عن رهاب الضوء.
- %61 أبلغوا عن رهاب الضوضاء.
- %55 أبلغوا عن شعور بالدوار.

كانت فحوصات التصوير والمختبر عادية باستثناء عدد كبير بشكل غير اعتيادي ممن ثبتت إصابتهم بعدوى سابقة بفيروس إبشتاين بار.

## التشخيص
على الرغم من تصنيف الصداع اليومي الجديد المستمر على أنه متلازمة صداع أساسي، يجب أن نتذكر أن عددًا من الحالات المهمة يمكن أن تتظاهر مع بدء صداع جديد مستمر، ويجب نفيها قبل وضع تشخيص لاضطراب الصداع الأساسي.
يكون التشخيص بنفي الأنواع الثانوية العديدة أو محاكيات NDPH، وهو أمر بالغ الأهمية بالأخص في وقت مبكر من سير المرض عندما تكون المسببات الثانوية أكثر احتمالًا. تشمل محاكيات NDPH على سبيل المثال لا الحصر:
- الأورام
- نزف تحت العنكبوتية
- فرط الضغط داخل القحف مجهول السبب
- التهاب الشريان الصدغي
- ورم دموي مزمن تحت الجافية
- صداع ما بعد الصدمة
- التهاب الجيب الوتدي
- ارتفاع ضغط الدم
- تسرب السائل النخاعي العفوي
- تسلخ الشريان الرقبي
- الورم المخي الكاذب بدون وذمة حليمة العصب البصري
- خثار الجيب الوريدي المخي
- تشوه آرنولد خياري

- NDPH مع صداع الإفراط في استخدام الأدوية

يذكر العديد من الأطباء أنه من الأفضل النظر إلى الحالة على أنها متلازمة وليست تشخيصًا. بمجرد تشخيص NDPH، يجادل الأطباء بأنه من الأفضل تدبير المرضى وفقًا للتشخيص الأكثر تفصيلًا المستند إلى الفيزيولوجيا المرضية بدلًا من تجميعهم معًا ضمن مجموعة واحدة، نظرًا لأنه من غير المحتمل وجود اضطراب واحد فقط.
صُنف الصداع اليومي الجديد المستمر على أنه اضطراب صداع أساسي في نظام التصنيف الدولي لاضطرابات الدماغ (بواسطة جمعية الصداع الدولية) بتعيين الرقم 4.8. وهو أحد أنواع متلازمات الصداع الأولية التي تظهر على شكل صداع يومي مزمن، وهو صداع يستمر لأكثر من 15 يومًا في الشهر لأكثر من 3 أشهر.